# Alexandra Albedinská
Alexandra Sergejevna Albedinská, rozená Dolgorukovová (rusky Алекса́ндра Серге́евна Альбединская; 30. listopadu 1834, Petrohrad – 12. září 1913, Cannes) byla ruská šlechtična a dvorní dáma carevny Marie Alexandrovny. Alexandra byla známá především díky mileneckému poměru s carem Alexandrem II., který začal v polovině 50. let 19. století až do roku 1862.

## Život
Alexandra Albedinská byla dcerou komorníka Sergeje Alexejeviče Dolgorukova (1809–1891) a hraběnky Marie Alexandrovny, rozené Apraksinové (1816–1892), dcerou plukovníka z doby napoleonských válek Alexandra Ivanoviče Apraksina.
Alexandra byla pokřtěna 20. listopadu 1834 ve dvorní katedrále Zimního paláce za přítomnosti carevny Alexandry Fjodorovny a velkoknížete Alaxandra Nikolajeviče (později car Alexandra II.)

### Dvorní dáma
V roce 1853 byla Alexandra jmenována dvorní dámou carevny Marie Alexandrovny. Byla pověřena tím, aby ji odnaučila zvykům z domova. Podle Anny Tiučevové měla carevna s Alexandrou velmi dobrý vztah, ale časem cítila z její strany možnou hrozbu, že by mohla zaujmout jejího manžela.

### Manželství a potomstvo

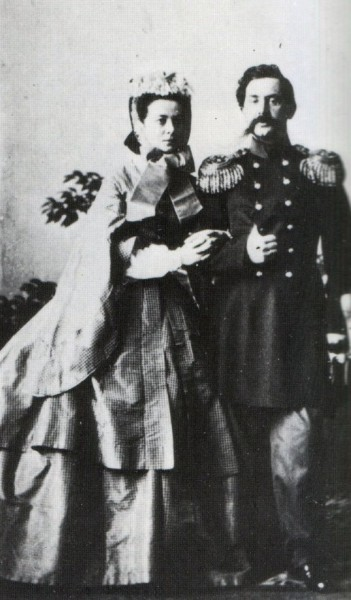
Manželé Petr Pavlovič a Alexandra Sergejevna Albedinští

9. (21.) listopadu 1862 se Alexandra provdala za Petra Pavloviče Albedinského (1826–1883), o osm let staršího generála a pozdějšího politika a gubernátora. Jejich manželství bylo údajně harmonické. Narodily se jim tři děti:
- Marija (1863–1928) – dvorní dáma, provdala se za geologa Fjodora Platonoviče Čichačova (1859 – 6.9.1919, Nižnij Novgorod), syna P. A. Čichačova.
- Olga (1865–1953) – dvorní dáma, od roku 1920 žila v emigraci ve Švédsku, zemřela ve Stokholmu.
- Alexandr (1868–1959) – kolegiální rada, byl mu udělen titul „dvorního ceremoniář“.

Alexandra Sergejevna Albedinská zemřela 12. září 1913 ve francouzském Cannes.